# Союз ТМА-3
Союз ТМА-3 е пилотиран космически кораб от модификацията „Союз ТМА“, полет 7S към МКС, 113-и полет по програма „Союз“. Чрез него е доставена в орбита осма основна експедиция и е 23-ти пилотиран полет към „МКС“.

## Екипаж

### При старта

#### Основен
Осма основна експедиция на МКС
- Александър Калери (4) – командир
- Майкъл Фоул (6) – бординженер-1
- Педро Дуке (2) – бординженер-2

#### Дублиращ
- Валерий Токарев – командир
- Уилям Макартър – бординженер-1
- Андре Кейперс – бординженер-2

### При кацането
- Александър Калери (4) – командир
- Майкъл Фоул (6) – бординженер-1
- Андре Кейперс – бординженер-2

## Най-важното от мисията
Екипажът на Осма основна експедиция пристига успешно на борда на МКС. В екипажа влиза и астронавтът на ЕКА и първи испанец в космоса Педро Дуке. По време на мисията си изпълнява експерименти, поръчани от европейската агенция по програма „Сервантес“. След изпълнението им той се завръща на Земята на борда на Союз ТМА-2, заедно с екипажа на „Експедиция – 7“. На 29 януари 2004 г. стартира и два дни по-късно се скачва със станцията товарният космически кораб „Прогрес М1-11“. На борда на МКС се доставят храна, вода, кислород и научно оборудване. Доставени са и нов кислороден генератор, камери, батерии, нова система за сигнализация и гасене на пожар. Двигателят на кораба е използван и за корекция на орбитата на комплекса. Откачен е на 24 май, за да освободи място за следващия товарен кораб „Прогрес М-49“. Последният се скачва на 27 май и остава там до 30 юли. На 26 февруари екипажът извършва единственото си излизане в открития космос за прибиране на стари и инсталиране на нови материали за външна експозиция.

### Космическа разходка
| № | Участници                     | Начало                     | Край                       | Продължителност    |
| - | ----------------------------- | -------------------------- | -------------------------- | ------------------ |
| 1 | Александър Калери Майкъл Фоул | 26 февруари 2004 21:17 UTC | 27 февруари 2004 01:13 UTC | 3 часа и 56 минути |

Заради проблеми с охлаждането на скафандъра на Калери излизането е съкратено по времетраене, но космонавтите успяват да извършат планираните задачи. За първи път по време на излизането открития космос в станцията не остава никой.
По време на полета екипажът изпълнява 27 експеримента в различни научни области.
На 19 април е изстрелян, а на 21 април се скачва с МКС космическия кораб Союз ТМА-4. На борда му се намира „Експедиция – 9“, заедно с космонавта на ЕКА и втори холандец в космоса Андре Кейперс. След около осемдневен съвместен полет, той и екипажа на „Експедиция-8“ се завръщат успешно на Земята на 30 април на борда на „Союз ТМА-3“.
- Транспортирането на ракетата-носител към стартовата площадка
- Стартът на „Союз ТМА-3“